# Psychopharmacology Bulletin
Das Psychopharmacology Bulletin, abgekürzt Psychopharmacol. Bull., war eine wissenschaftliche Fachzeitschrift, die vom Medworks Media Inc.-Verlag veröffentlicht wurde. Die Zeitschrift erschien mit vier Ausgaben im Jahr, letztmals im Jahr 2012. Es wurden Arbeiten veröffentlicht, die sich mit der pharmakologischen Beeinflussung der Psyche beschäftigten.
Der Impact Factor wurde letztmals im Jahr 2013 ermittelt und lag bei 0,5. Nach der Statistik des ISI Web of Knowledge wurde das Journal mit diesem Impact Factor in der Kategorie Pharmakologie und Pharmazie an 231. Stelle von 256 Zeitschriften und in der Kategorie Psychiatrie an 124. Stelle von 136 Zeitschriften geführt.